# Giekerkerhoek
Giekerkerhoek (Fries: Gytsjerksterhoeke) is een buurtschap in de gemeente Tietjerksteradeel, in de Nederlandse provincie Friesland. Het is gelegen aan de gelijknamige weg en de Kooiweg. De buurtschap is ten noordoosten van Leeuwarden gelegen.
Het ligt aan de westkant van Giekerk, waaronder het formeel ook valt. De buurtschap is een overblijfsel van het dorp Giekerk voordat deze naar het oosten verschoof. De oorspronkelijke hoofdkerk van het dorp, de Martinuskerk is een ander overblijfsel van het oorspronkelijk dorp. Deze kerk uit de 12e eeuw staat aan de Canterlandseweg. Een kosterswoning en school stonden in wat later de buurtschap Giekerkerhoek werd en deze waren verbonden met een pad, dat ook verdwenen is.
In de loop van de 20ste eeuw werd wat overbleef van het dorp aangeduid als de Giekerkerhoek en na halfweg die eeuw verscheen het als een eigen plaats op de kaarten. Door de latere uitbreidingen van Giekerk is het noordelijkste deeltje van de buurtschap opgegaan in de nieuwbouw van het dorp. Zo wordt dit deel vaak niet meer tot een buurtschap wordt gerekend.
Steden, dorpen en gehuchten: Bartlehiem (deels) · Bergum · Eastermar · Eernewoude · Eestrum · Garijp · Giekerk · Hardegarijp · Molenend · Noordbergum · Oenkerk · Oudkerk · Rijperkerk · Suameer · Suawoude · Tietjerk · Veenwoudsterwal (deels) · Wijns

Buurtschappen: De Joere · Giekerkerhoek · Hoogzand · Iniaheide · Kleinegeest · Kuikhorne (deels) · Noordermeer · Quatrebras · Schuilenburg · Siegerswoude · Sumarreheide (Suameerderheide) · Tergracht (deels) · Witveen · Zevenhuizen · Zwartewegsend

Friesland: Steden en dorpen      Nederland: Provincies · Gemeenten